# Mundus
Mundus, mort el 536, fou un general de l'Imperi Romà d'Orient durant el regnat de l'emperador Justinià I.

## Origen i primers anys
Mundus era fill de Giesmus, rei dels gèpides, i nebot d'un altre rei gèpida, Trapstila. La data exacta del seu naixement és desconeguda. El seu pare va morir lluitant contra els ostrogots de Teodoric el Gran l'any 488, essent Mundus adoptat pels vencedors, amb qui va romandre a Itàlia fins a la mort de Teodoric el 526, retornant després a la seva terra natal.
Segons Teòfanes, Mundus, després de la derrota dels gèpides i la caiguda de Sírmium a mans ostrogodes, va liderar un grup de guerrers a la Pannònia. Es va declarar rei i es va establir a un poble anomenat Herta. Quan l'Imperi Romà d'Orient va enviar tropes contra ell, dirigides per Sabinià, Teodoric va enviar a Pítzies a ajudar-lo. Pítzies i Mundus van derrotar Sabinià l'any 505. Va romandre com a aliat de Teodoric fins la mort d'aquest l'any 526.

## Al servei de Roma
El 529 Mundus va enviar emissaris a l'emperador d'Orient Justinià I per oferir-li la seva aliança. A canvi, Mundus fou designat magister militum per Illyricum, és a dir, capitost de les tropes de l'imperi a la regió d'Il·líria i al llarg de la frontera marcada pel Danubi. Amb aquest càrrec, va derrotar les incursions dels eslaus i protobúlgars, enviant quantiosos botins a Constantinoble.
El 531, Mundus fou designat magister militum per Orientem, per reemplaçar Belisari quan aquest va perdre la batalla de Cal·linícon, però Mundus mai va viatjar a l'Orient per assumir el càrrec i un any més tard, se li designava de nou el càrrec de cap suprem de les forces d'Il·líria.
Mundus es trobava a Constantinoble al davant d'un contingent de mercenaris hèruls quan esclataren els Disturbis de la Nika. Davant dels fets, Mundus va seguir fidel a Justinià i juntament amb Belisari fou responsable de la massacre dels seguidors d'Hipaci, que tingué lloc a l'Hipòdrom de Constantinoble.

## Guerra gòtica a Itàlia
EI 535, quan Justinià es va llançar a la reconquesta d'Itàlia durant la guerra gòtica, Mundus va dirigir els seus homes cap a Dalmàcia, en mans dels gots, mentre Belisari invadia Itàlia per mar. Mundus va derrotar l'enemic i va prendre la capital, Salona; però poc després, un nou exèrcit gòtic arribava per reclamar la província. Malauradament, en una batussa a prop de Salona, el fill de Mundus es veié atrapat en una emboscada i caigué davant dels Gots. Davant la notícia, Mundus va ordenar al seu exèrcit al complet que ataquessin els Gots i aconseguí una important victòria, però ell va resultar mortalment ferit.
Sense comandant en cap, l'exèrcit imperial es va retirar de les terres conquerides.